# Forty Little Mothers
Pour plus de détails, voir Fiche technique et Distribution.
Forty Little Mothers est un film américain réalisé par Busby Berkeley, sorti en 1940.

## Fiche technique
- Titre : Forty Little Mothers
- Réalisation : Busby Berkeley
- Scénario : Dorothy Yost, Ernest Pagano, d'après Le Mioche réalisé par Léonide Moguy en 1936, scénario de Jean Guitton
- Producteur : Harry Rapf[1]
- Musique : George Bassman, Albert Hay Malotte, David Raksin, George Stoll, Robert W. Stringer
- Photographie : Charles Lawton Jr.
- Montage : Ben Lewis
- Société de production : Metro-Goldwyn-Mayer
- Société de distribution : Metro-Goldwyn-Mayer
- Pays de production :  États-Unis
- Langue : Anglais américain
- Format : Noir et blanc — 35 mm — 1,37:1 — Son : Mono (Western Electric Sound System)
- Genre : Comédie dramatique
- Durée : 90 minutes
- Dates de sortie :
  - États-Unis : 26 avril 1940

## Distribution

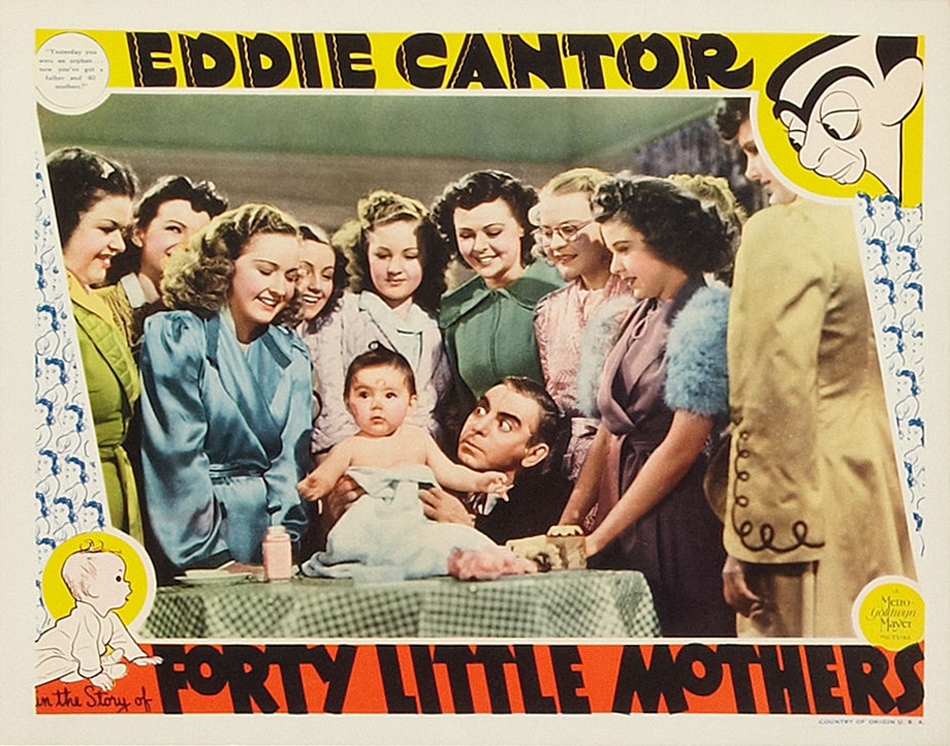
Carte promotionnelle du film

- Eddie Cantor : Gilbert Jordan Thompson
- Judith Anderson : Madame Granville
- Ralph Morgan : Juge Joseph M. Williams
- Rita Johnson : Marian Edwards
- Bonita Granville : Doris
- Diana Lewis : Marcia
- Nydia Westman : Mademoiselle Cliche
- Margaret Early : Eleanor
- Martha O'Driscoll : Janette
- Baby Quintanilla : Chum

Acteurs non crédités
- Ed Brady : un demandeur d'emploi
- Veronica Lake